# Ренесансни хуманизам
Хуманизам је био европски ренесансни културни и филозофско-научни покрет који је тежио образовању личности по античким узорима; у ширем смислу речи представљао је покушај обнове класичне културе. Настао је у 15. веку.
Сматрало се да проучавање старих писаца и усвајање нових мисли усавршава и оплемењује човека, па су то проучавање назвали човечанском науком (лат. humanitatis studia), те је по томе и читав нови покрет назван хуманизам. Настао је као реакција на свемоћ цркве. Италија представља колевку хуманизма, одакле он наставља даље ширење.
Вера у човекове интелектуалне и креативне способности, његов капацитет за разумевање других и контролу над природом уједно са осећајем индивидуализма, обележило је ренесансу широм Европе. Ови развоји били су манифестације ренесансног интелектуалног покрета који је познат као хуманизам. Име хуманизам је кованица немачких историчара из 19. века, које је имало за циљ да опише ренесансно схватање важности класичних студија. Међутим, иако сама реч може бити изум 19. века, она се базира на италијанској речи из 15. века која се користила за опис учитеља хуманих наука —umanista (мн. —umanisti). Реч у ствари потиче од лат. studia humanitatis, појма који се примењивао на класичне студије које су обухватале класични латински и грчки језик, граматику, поезију, реторику, историју и филозофију морала.
Хуманизам је ставио нагласак на највиши степен развоја човекових врлина, укључујући квалитете као што су разумевање, саосећање, милост, храброст, расуђивање, елоквентност и љубав према части и књижевност. Заступао је човекову потребу да буде део заједнице и активно учествује у њој, али и потребу да се из ње издвоји и препусти рефлексији и медитацији. У хуманистичкој мисли, човек је центар универзума, обдарен личном слободом и интелигенцијом која му омогућава да разуме свет у ком живи и постигне шта год је себи поставио као циљ. У самом центру хуманизма леже идеје о достојанству и индивидуализму.
Хуманистичка веровања дала су повод за идеју о универзалном човеку (итал. uomo universale), познат такође под именом ренесансни човек. То би био неко ко је врстан у свим областима знања, по ренесансним схватањима, мајстор у уметности и слављен у друштву. Идеја о универзалном човеку има своје порекло у писању Леона Батисте Албертија, чије су књиге о уметничкој теорији учиниле веома много за уобличавање уметности ренесансе али и за подизање статуса уметника од обичног занатлије до интелектуалца. Сам Алберти је био првокласни пример универзалног човека пошто не само да је био теоретичар уметности, већ је био и остварени архитекта, сликар, класициста, песник, научник и математичар.